# Époisses
Époisses è un comune francese di 814 abitanti situato nel dipartimento della Côte-d'Or nella regione della Borgogna-Franca Contea.

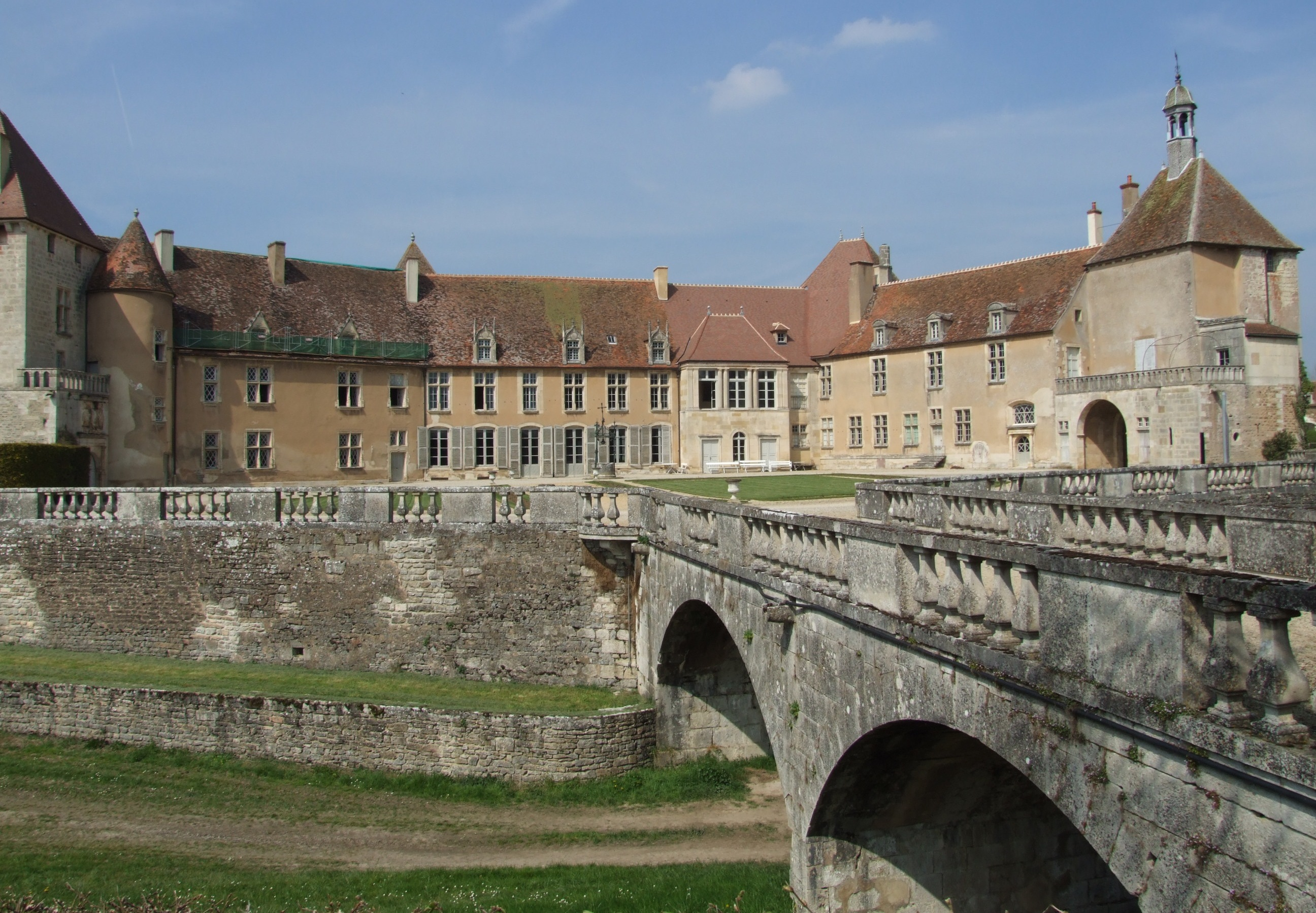
Castello di Époisses

 Celebre il suo castello medievale (XII secolo), in parte rifatto nel Cinquecento di proprietà privata della famiglia de Guitaut. È costituito da un grande edificio centrale affiancato da due piccoli edifici laterali e fiancheggiato da torri a pianta quadrata. È immerso in un ampio parco che ospita anche una chiesa (che fu per lungo tempo la chiesa parrocchiale del villaggio) e una colombaia con oltre 3000 nicchie. Il tutto è circondato da fortificazioni.
Molto ben conservati gli interni con sontuosi arredi e una raccolta di pregevoli quadri di autori del XVII secolo (fra cui Philippe de Champagne e Pierre Mignard). 
Il castello comprende una sala con ritratti di tutti i duchi di Borgogna e i conti de Guitaut.

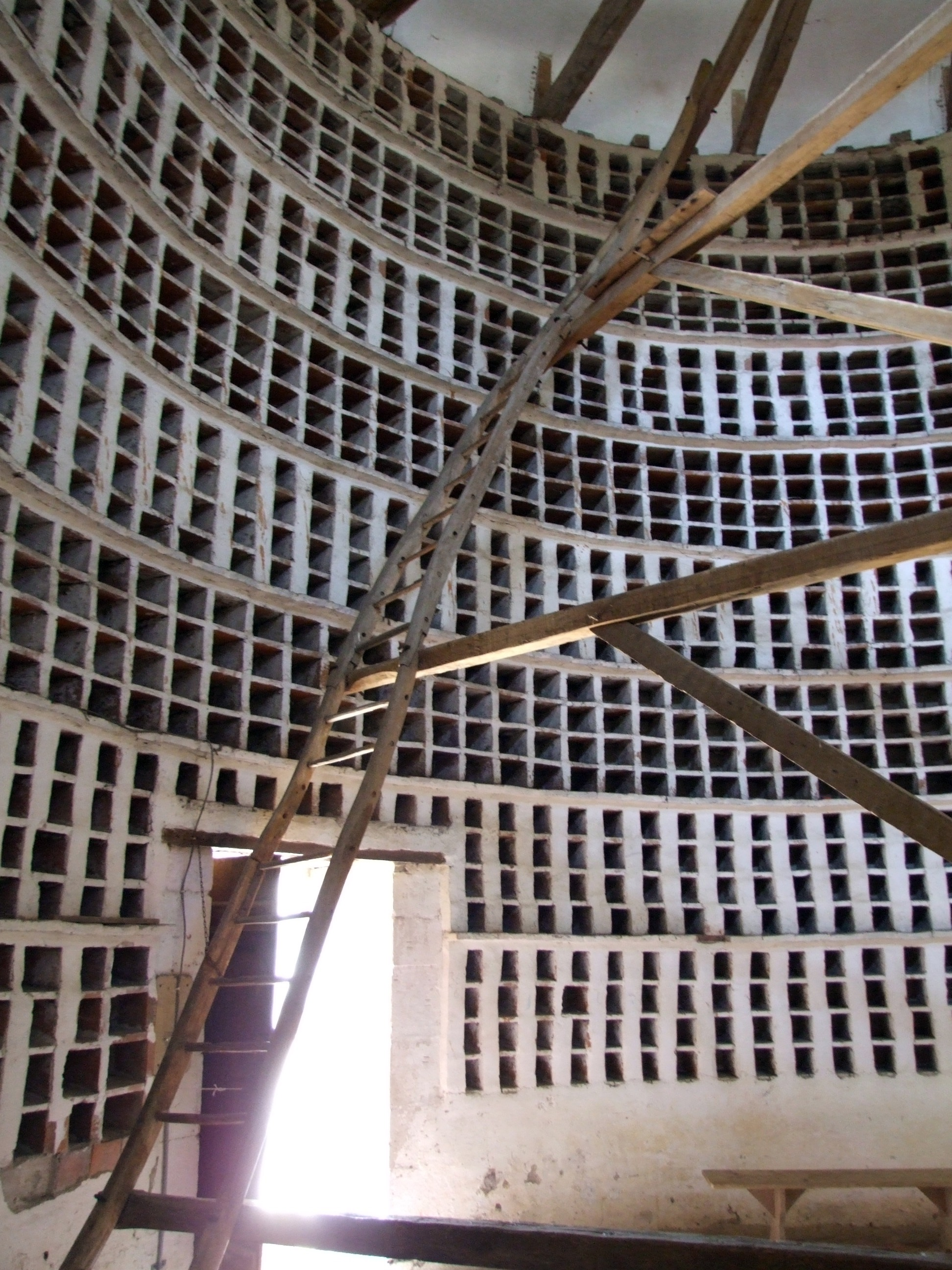
interno della colombaia del castello di Époisses

## Società

### Evoluzione demografica
Abitanti censiti

## Prodotti
Il paese dà anche il nome ad un rinomato formaggio francese, l'epoisses, tipico della regione della Borgogna e dotato di "denominazione di origine controllata" (Appellation d'origine contrôlée AOC) dal 1991. È un formaggio di latte vaccino a pasta molle e crosta lavata prodotto in pezzature da 250 grammi con al minimo il 50% di materia grassa.